# Marpessa

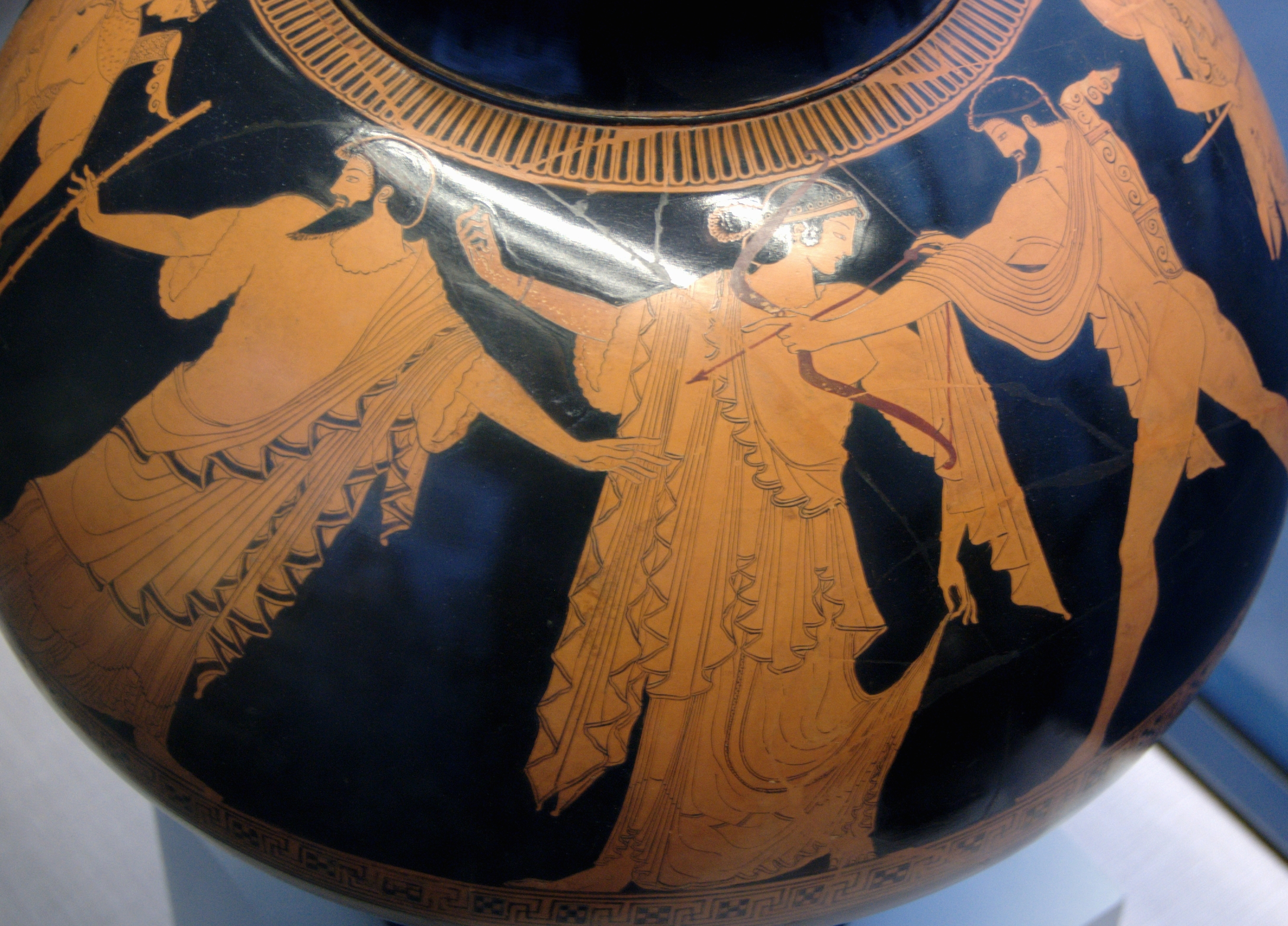
Idas und Marpessa getrennt durch Zeus von Apoll, attischer rotfiguriger Psykter des Pan-Malers, um 480 v. Chr., München, Staatliche Antikensammlungen Inv. 2417

Marpessa (altgriechisch Μάρπησσα Márpēssa) ist in der griechischen Mythologie das einzige Kind des Flussgottes Euenos. Ihr Name steht in Beziehung mit dem griechischen Verb μάρπτειν márptein, deutsch ‚ergreifen, überfallen‘, und bezieht sich auf den Mythos um ihre Entführung.

## Mythos
Apollon und Idas halten beide um die Hand der Prinzessin Marpessa an. Idas raubt sie und wird daraufhin von ihrem Vater Euenos verfolgt. Er entkommt ihm aber je nach antiker Tradition entweder dank einem geflügelten Wagen oder dank besonders schneller Pferde, welchen/welche ihm sein Vater Poseidon zur Verfügung gestellt hatte (in anderen Quellen gilt Idas dagegen als Sohn des Aphareus). Daraufhin ertränkt sich Euenos aus Verzweiflung in dem Fluss, der seitdem seinen Namen trägt. Nun wird Marpessa dem Idas allerdings durch Apollon geraubt, sodass es zum Kampf zwischen den beiden Männern kommt. Idas gelingt es dabei, dem Gott seinen Bogen abzunehmen. Daraufhin tritt Zeus als Vermittler auf und entscheidet, Marpessa die freie Hand zu lassen, wer ihr Gatte werden soll. Sie entscheidet sich schließlich für den Sterblichen Idas, da sie befürchtet, von Apollon verlassen zu werden, wenn sie alt geworden ist.
Das einzige Kind aus der Beziehung zwischen Marpessa und Idas ist (die griechische) Kleopatra, die auch mit dem Namen Alkyone bezeichnet wird.